# الکساندرو لوان کوزا، ایاسی
الکساندرو لوان کوزا، ایاسی (به لاتین: Alexandru Ioan Cuza, Iași) یک منطقهٔ مسکونی در رومانی است که در شهرستان ایاشی واقع شده‌است.